# Лападови
Лападови (Polygonaceae) е семейство покритосеменни растения, включващо 46 рода с около 1100 вида. Повечето са тревисти растения и храсти, но има и дървесни видове. Разпространени са по целия свят, но най-вече в умерените зони на Северното полукълбо.
Листата на лападовите са прости, подредени последователно по стъблата и със специфични прилистници, наричани охреа. Цветовете обикновено са двуполови, дребни, с 3 или 6 чашелистчета. Плодникът се състои от 2 до 4 плодолиста, а плодът е орехче.
В някои по-стари класификации семейството е отделяно в самостоятелен разред Polygonales, но в системите на Групата по филогения на покритосеменните влиза в разред Caryophyllales.

## Родове
- Afrobrunnichia
- Antigonon
- Antipogon
- Aristocapsa
- Atraphaxis
- Brunnichia
- Calligonum
- Centrostegia
- Chorizanthe
- Coccoloba
- Dedeckera
- Dodecahema
- Emex
- Eriogonum
- Fagopyrum – Елда
- Fallopia
- Gilmania
- Goodmania
- Gymnopodium
- Harfordia
- Hollisteria
- Knorringia
- Koenigia
- Lastarriaea
- Leptogonum
- Mucronea
- Muehlenbeckia
- Nemacaulis
- Neomillspaughia
- Oxygonum
- Oxyria – Киселичник
- Oxytheca
- Parapteropyrum
- Persicaria
- Podopterus
- Polygonella
- Polygonum – Пипериче
- Pteropyrum
- Pterostegia
- Rheum – Ревен
- Rumex – Лапад
- Ruprechtia
- Stenogonum
- Symmeria
- Systenotheca
- Triplaris